# 法奥

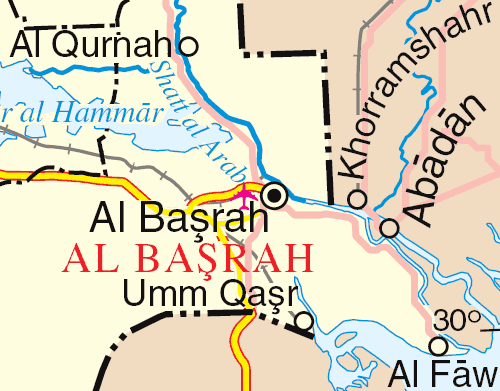
伊拉克东南部，法奥在右下角

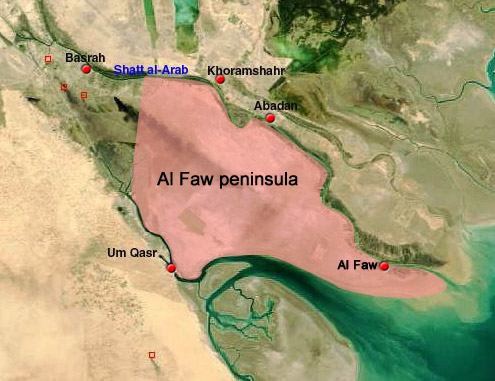
法奥半岛

法奥（الفاو），伊拉克东南部巴士拉省小海港，位于法奥半岛东端，北临阿拉伯河河口，离波斯湾不过数公里。法奥在两伊战争期间遭到严重破坏。